# Premier district congressionnel de l'Oklahoma
Le 1er district congressionnel de l'Oklahoma se trouve dans le coin nord-est de l'État. Ancré par Tulsa, il s'étend en grande partie à la zone métropolitaine de Tulsa. Le district comprend tout le comté de Tulsa ainsi que des parties des comtés de Creek, Rogers et Wagoner. Bien qu'il ait longtemps été considéré comme le district de Tulsa, une petite partie de Tulsa elle-même est située dans le 3e district.
Les principales villes du district (autres que Tulsa) comprennent Broken Arrow, Bixby, Jenks, Owasso, Sand Springs et Waggoner.
Le district est actuellement représenté par le Républicain Kevin Hern qui a battu le candidat Démocrate Tim Gilpin pour remplacer Jim Bridenstine, qui a démissionné pour devenir administrateur de la NASA en 2018.

## Histoire
Le district était le seul district congressionnel représenté par un Républicain lors de la création de l'État. Pendant une grande partie de l'histoire du district, le district a oscillé entre les deux partis politiques. Cependant, sa tendance est de plus en plus républicaine depuis la seconde moitié du XXe siècle. Depuis 1945, un seul Démocrate a effectué plus d'un mandat dans la circonscription. Elle est aux mains des Républicains sans interruption depuis 1987. Mitt Romney a obtenu 66 % des voix dans cette circonscription en 2012.
Le Sénateur le plus ancien de l'Oklahoma, Jim Inhofe, a représenté ce district de 1987 à 1994. Ses quatre successeurs, Steve Largent, John Sullivan, Jim Bridenstine et Kevin Hern, ont tous été républicains.
Selon les données du recensement américain de 2010, les Blancs représentent à eux seuls 67,1 % de la population, les Afro-Américains 9,0 %, les Amérindiens 6,6 %, les Hispaniques 9,8 %, les Asiatiques 2,1 % et les autres races 5,4 %.

## Historique de vote
| Année | Poste     | Résultats              |
| ----- | --------- | ---------------------- |
| 2000  | Président | Bush 62,0 % - 38,0 %   |
| 2004  | Président | Bush 65,0 % - 35,0 %   |
| 2008  | Président | McCain 64,0 % - 36,0 % |
| 2012  | Président | Romney 66,0 % - 34,0 % |
| 2016  | Président | Trump 61,0 % - 33,0 %  |
| 2020  | Président | Trump 60,0 % - 37,0 %  |

## Liste des Représentants du district
| Membre                               | Parti       | Années                              | Congrès        | Histoire électorale |
| ------------------------------------ | ----------- | ----------------------------------- | -------------- | --- |
| District établit le 16 novembre 1907 |             |                                     |                | |
| Bird Segle McGuire (en)              | Républicain | 16 novembre 1907 - 3 mars 1915      | 60e - 63e      | Élu en 1907. Réélu en 1908. Réélu en 1910. Réélu en 1912. Retrait. |
| James S. Davenport (en)              | Démocrate   | 4 mars 1915 - 3 mars 1917           | 64e            | Redécoupage depuis le 3e district et réélu en 1914. Perd sa réélection. |
| Thomas Alberter Chandler (en)        | Républicain | 4 mars 1917 - 3 mars 1919           | 65e            | Élu en 1916. Perd sa réélection. |
| Everette B. Howard (en)              | Démocrate   | 4 mars 1919 - 3 mars 1921           | 66e            | Élu en 1918. Perd sa réélection. |
| Thomas Alberter Chandler (en)        | Républicain | 4 mars 1921 - 3 mars 1923           | 67e            | Élu en 1920. Perd sa réélection. |
| Everette B. Howard (en)              | Démocrate   | 4 mars 1923 - 3 mars 1925           | 68e            | Élu en 1922. Perd sa réélection. |
| Samuel J. Montgomery (en)            | Républicain | 4 mars 1925 - 3 mars 1927           | 69e            | Élu en 1924. Perd sa réélection. |
| Everette B. Howard (en)              | Démocrate   | 4 mars 1927 - 3 mars 1929           | 70e            | Élu en 1926. Perd sa réélection. |
| Charles O'Connor (en)                | Républicain | 4 mars 1929 - 3 mars 1931           | 71e            | Élu en 1928. Perd sa réélection. |
| Wesley E. Disney (en)                | Démocrate   | 4 mars 1931 - 3 janvier 1945        | 72e - 78e      | Élu en 1930. Réélu en 1932. Réélu en 1934. Réélu en 1936. Réélu en 1938. Réélu en 1940. Réélu en 1942. Retrait pour se présenter comme Sénateur des États-Unis.                                     |
| George Schwabe (en)                  | Républicain | 3 janvier 1945 - 3 janvier 1949     | 79e , 80e      | Élu en 1944. Réélu en 1946. Perd sa réélection. |
| Dixie Gilmer (en)                    | Démocrate   | 3 janvier 1949 - 3 janvier 1951     | 81e            | Élu en 1948. Perd sa réélection. |
| George Schwabe (en)                  | Républicain | 3 janvier 1951 - 2 avril 1952       | 82e            | Élu en 1950. Décès. |
| Vacant                               | Vacant      | 2 avril 1952 - 3 janvier 1953       | 82e            | |
| Page Belcher (en)                    | Républicain | 3 janvier 1953 - 3 janvier 1973     | 83e - 92e      | Redécoupage depuis le 8e district et réélu en 1952. Réélu en 1954. Réélu en 1956. Réélu en 1958. Réélu en 1960. Réélu en 1962. Réélu en 1964. Réélu en 1966. Réélu en 1968. Réélu en 1970. Retrait. |
| James R. Jones (en)                  | Démocrate   | 3 janvier 1973 - 3 janvier 1987     | 93e - 99e      | Élu en 1972. Réélu en 1974. Réélu en 1976. Réélu en 1978. Réélu en 1980. Réélu en 1982. Réélu en 1984. Retrait pour se présenter comme Sénateur des États-Unis.                                     |
| Jim Inhofe                           | Républicain | 3 janvier 1987 - 15 novembre 1994   | 100e - 103e    | Élu en 1986. Réélu en 1988. Réélu en 1990. Réélu en 1992. Retrait pour se présenter comme Sénateur des États-Unis et démissionne lorsqu'il est élu.                                                 |
| Vacant                               | Vacant      | 15 novembre 1994 - 29 novembre 1994 | 103e           | |
| Steve Largent                        | Républicain | 29 novembre 1994 - 15 février 2002  | 103e - 107e    | Élu pour terminer le mandat d'Inhofe et réélu ensuite. Réélu en 1996. Réélu en 1998. Réélu en 2000. Démissionne pour se présenter comme Gouverneur de l'Oklahoma.                                   |
| John Sullivan (en)                   | Républicain | 15 février 2002 - 3 janvier 2013    | 107e - 112e    | Élu pour terminer le mandat de Largent. Réélu en 2002. Réélu en 2004. Réélu en 2006. Réélu en 2008. Réélu en 2010. Perd sa renomination.                                                            |
| Jim Bridenstine                      | Républicain | 3 janvier 2013 - 23 avril 2018      | 113e - 115e    | Élu en 2012. Réélu en 2014. Réélu en 2016. Démissionne pour devenir Administrateur de la NASA. |
| Vacant                               | Vacant      | 23 avril 2018 - 6 novembre 2018     | 115e           | |
| Kevin Hern                           | Républicain | 6 novembre 2018 - Présent           | 115e - Présent | Élu en 2018 et nommé pour terminer le mandat de Bridenstine. Réélu en 2020. Réélu en 2022. |

## Résultats des récentes élections
Voici les résultats des dix précédents cycles électoraux

### 2010
| Élection de 2010 du 1er district congressionnel de l'Oklahoma | Élection de 2010 du 1er district congressionnel de l'Oklahoma | Élection de 2010 du 1er district congressionnel de l'Oklahoma | Élection de 2010 du 1er district congressionnel de l'Oklahoma | Élection de 2010 du 1er district congressionnel de l'Oklahoma |
| ------------------------------------------------------------- | ------------------------------------------------------------- | ------------------------------------------------------------- | ------------------------------------------------------------- | ------------------------------------------------------------- |
| Parti                                                         | Parti                                                         | Candidat                                                      | Votes                                                         | %                                                             |
|                                                               | Républicain                                                   | John Sullivan (en) (sortant)                                  | 151 173                                                       | 76,8                                                          |
|                                                               | Indépendant                                                   | Angelia O'Dell                                                | 45 656                                                        | 23,2                                                          |
| Total des votes                                               | Total des votes                                               | Total des votes                                               | 196 829                                                       | 100 %                                                         |
|                                                               | Les Républicains conservent                                   |                                                               |                                                               |                                                               |

### 2012
| Élection de 2012 du 1er district congressionnel de l'Oklahoma | Élection de 2012 du 1er district congressionnel de l'Oklahoma | Élection de 2012 du 1er district congressionnel de l'Oklahoma | Élection de 2012 du 1er district congressionnel de l'Oklahoma | Élection de 2012 du 1er district congressionnel de l'Oklahoma |
| ------------------------------------------------------------- | ------------------------------------------------------------- | ------------------------------------------------------------- | ------------------------------------------------------------- | ------------------------------------------------------------- |
| Parti                                                         | Parti                                                         | Candidat                                                      | Votes                                                         | %                                                             |
|                                                               | Républicain                                                   | Jim Bridenstine                                               | 181 084                                                       | 63,5                                                          |
|                                                               | Démocrate                                                     | John Olson                                                    | 91 421                                                        | 32,0                                                          |
|                                                               | Indépendant                                                   | Craig Allen                                                   | 12 807                                                        | 4,5                                                           |
| Total des votes                                               | Total des votes                                               | Total des votes                                               | 285 312                                                       | 100 %                                                         |
|                                                               | Les Républicains conservent                                   |                                                               |                                                               |                                                               |

### 2014
Jim Bridenstine (R), le Représentant sortant s'est présenté sans opposition.

### 2016
Jim Bridenstine (R), le Représentant sortant s'est présenté sans opposition.

### 2018
| Élection de 2018 du 1er district congressionnel de l'Oklahoma | Élection de 2018 du 1er district congressionnel de l'Oklahoma | Élection de 2018 du 1er district congressionnel de l'Oklahoma | Élection de 2018 du 1er district congressionnel de l'Oklahoma | Élection de 2018 du 1er district congressionnel de l'Oklahoma |
| ------------------------------------------------------------- | ------------------------------------------------------------- | ------------------------------------------------------------- | ------------------------------------------------------------- | ------------------------------------------------------------- |
| Parti                                                         | Parti                                                         | Candidat                                                      | Votes                                                         | %                                                             |
|                                                               | Républicain                                                   | Kevin Hern                                                    | 150 129                                                       | 59,3                                                          |
|                                                               | Démocrate                                                     | Tim Gilpin                                                    | 103 042                                                       | 40,7                                                          |
| Total des votes                                               | Total des votes                                               | Total des votes                                               | 253 171                                                       | 100 %                                                         |
|                                                               | Les Républicains conservent                                   |                                                               |                                                               |                                                               |

### 2020
| Élection de 2020 du 1er district congressionnel de l'Oklahoma | Élection de 2020 du 1er district congressionnel de l'Oklahoma | Élection de 2020 du 1er district congressionnel de l'Oklahoma | Élection de 2020 du 1er district congressionnel de l'Oklahoma | Élection de 2020 du 1er district congressionnel de l'Oklahoma |
| ------------------------------------------------------------- | ------------------------------------------------------------- | ------------------------------------------------------------- | ------------------------------------------------------------- | ------------------------------------------------------------- |
| Parti                                                         | Parti                                                         | Candidat                                                      | Votes                                                         | %                                                             |
|                                                               | Républicain                                                   | Kevin Hern (sortant)                                          | 213 700                                                       | 63,7                                                          |
|                                                               | Démocrate                                                     | Kojo Asamosa-Caesar                                           | 109 641                                                       | 32,7                                                          |
|                                                               | Indépendant                                                   | Evelyne L. Rogers                                             | 12 130                                                        | 3,6                                                           |
| Total des votes                                               | Total des votes                                               | Total des votes                                               | 335 471                                                       | 100 %                                                         |
|                                                               | Les Républicains conservent                                   |                                                               |                                                               |                                                               |

### 2022
Les Primaires Républicaines et Démocrates ont été annulées. Kevin Hern (R-Sortant) et Adam Martin (D) avancent vers l'Élection Générale.
| Élection de 2022 du 1er district congressionnel de l'Oklahoma | Élection de 2022 du 1er district congressionnel de l'Oklahoma | Élection de 2022 du 1er district congressionnel de l'Oklahoma | Élection de 2022 du 1er district congressionnel de l'Oklahoma | Élection de 2022 du 1er district congressionnel de l'Oklahoma |
| ------------------------------------------------------------- | ------------------------------------------------------------- | ------------------------------------------------------------- | ------------------------------------------------------------- | ------------------------------------------------------------- |
| Parti                                                         | Parti                                                         | Candidat                                                      | Votes                                                         | %                                                             |
|                                                               | Républicain                                                   | Kevin Hern (sortant)                                          | 142 800                                                       | 61,2                                                          |
|                                                               | Démocrate                                                     | Adam Martin                                                   | 80 974                                                        | 34,7                                                          |
|                                                               | Indépendant                                                   | Evelyn Rogers                                                 | 9 721                                                         | 4,2                                                           |
| Total des votes                                               | Total des votes                                               | Total des votes                                               | 233 495                                                       | 100 %                                                         |
|                                                               | Les Républicains conservent                                   |                                                               |                                                               |                                                               |

## Frontières historiques du district

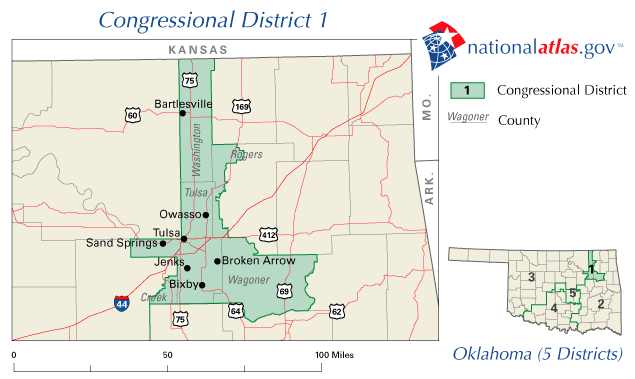
2003 - 2013

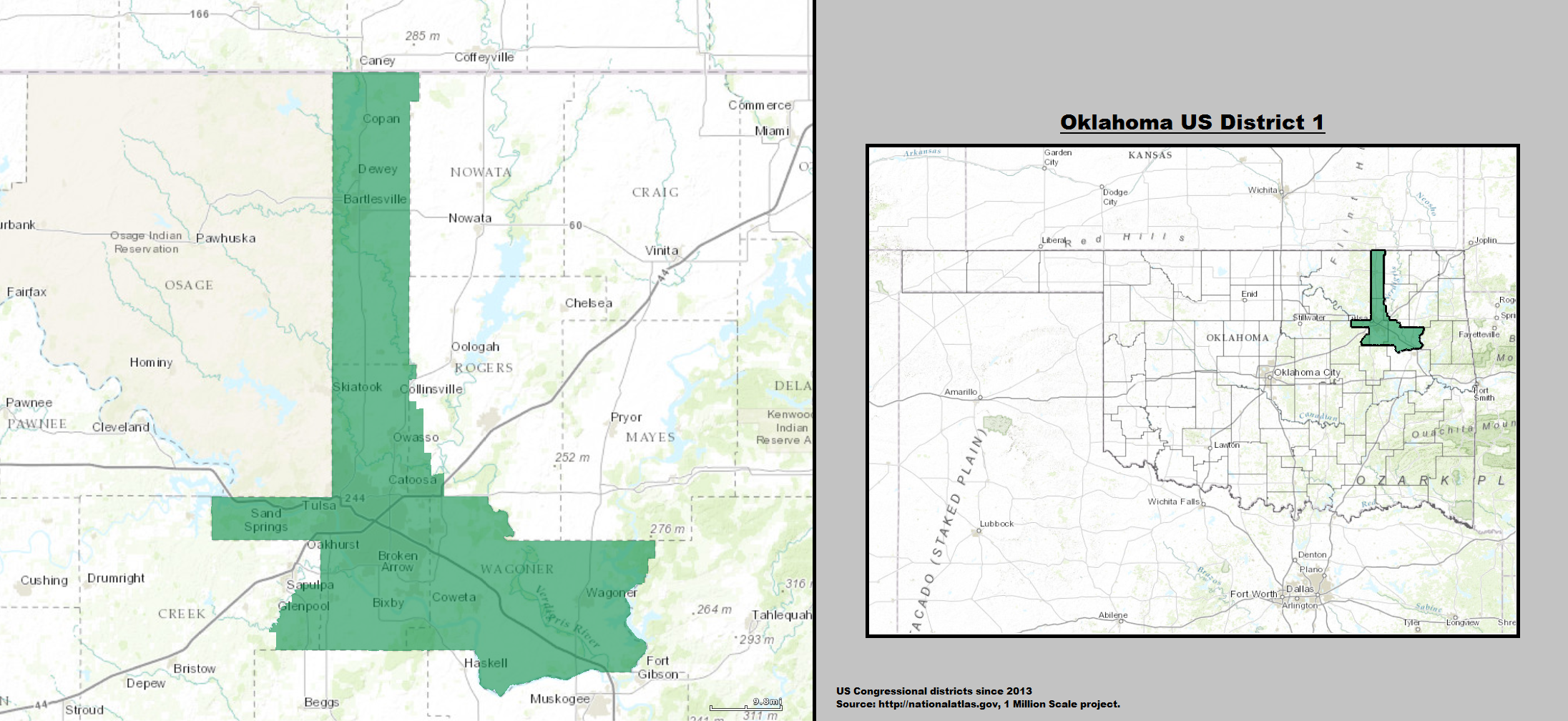
2013 - 2023

### 2024
| Primaire Républicaine de 2024 du 1er district congressionnel de l'Oklahoma | Primaire Républicaine de 2024 du 1er district congressionnel de l'Oklahoma | Primaire Républicaine de 2024 du 1er district congressionnel de l'Oklahoma | Primaire Républicaine de 2024 du 1er district congressionnel de l'Oklahoma | Primaire Républicaine de 2024 du 1er district congressionnel de l'Oklahoma |
| -------------------------------------------------------------------------- | -------------------------------------------------------------------------- | -------------------------------------------------------------------------- | -------------------------------------------------------------------------- | -------------------------------------------------------------------------- |
| Parti                                                                      | Parti                                                                      | Candidat                                                                   | Votes                                                                      | %                                                                          |
|                                                                            | Républicain                                                                | Kevin Hern (sortant)                                                       | 30 244                                                                     | 87,0                                                                       |
|                                                                            | Républicain                                                                | Paul Royse                                                                 | 4 504                                                                      | 13,0                                                                       |

| Primaire Démocrate de 2024 du 1er district congressionnel de l'Oklahoma | Primaire Démocrate de 2024 du 1er district congressionnel de l'Oklahoma | Primaire Démocrate de 2024 du 1er district congressionnel de l'Oklahoma | Primaire Démocrate de 2024 du 1er district congressionnel de l'Oklahoma | Primaire Démocrate de 2024 du 1er district congressionnel de l'Oklahoma |
| ----------------------------------------------------------------------- | ----------------------------------------------------------------------- | ----------------------------------------------------------------------- | ----------------------------------------------------------------------- | ----------------------------------------------------------------------- |
| Parti                                                                   | Parti                                                                   | Candidat                                                                | Votes                                                                   | %                                                                       |
|                                                                         | Démocrate                                                               | Dennis Baker                                                            | 8 527                                                                   | 59,2                                                                    |
|                                                                         | Démocrate                                                               | Evelyn Rogers                                                           | 5 871                                                                   | 40,8                                                                    |

| Élection de 2024 du 1er district congressionnel de l'Oklahoma | Élection de 2024 du 1er district congressionnel de l'Oklahoma | Élection de 2024 du 1er district congressionnel de l'Oklahoma | Élection de 2024 du 1er district congressionnel de l'Oklahoma | Élection de 2024 du 1er district congressionnel de l'Oklahoma |
| ------------------------------------------------------------- | ------------------------------------------------------------- | ------------------------------------------------------------- | ------------------------------------------------------------- | ------------------------------------------------------------- |
| Parti                                                         | Parti                                                         | Candidat                                                      | Votes                                                         | %                                                             |
|                                                               | Républicain                                                   | Kevin Hern (sortant)                                          | TBD                                                           | TBD                                                           |
|                                                               | Démocrate                                                     | Dennis Baker                                                  | TBD                                                           | TBD                                                           |
|                                                               | Indépendant                                                   | Mark Sanders                                                  | TBD                                                           | TBD                                                           |
| Total des votes                                               | Total des votes                                               | Total des votes                                               | TBD                                                           | 100 %                                                         |
|                                                               |                                                               |                                                               |                                                               |                                                               |